# Pooecetes gramineus
El chingolo coliblanco o gorrión zacatero coliblanco (Pooecetes gramineus) es una especie de ave paseriforme de la familia Passerellidae propia de América del Norte. Es la única especie de su género. Cría en Canadá y los Estados Unidos y migra para pasar el invierno en el sur de México.
Los adultos miden entre 12 y 16 cm. Tienen las partes dorsales café claro, y las partes ventrales blancas, con rayas oscuras en ambas regiones. Tienen un anillo ocular blanco y la cola es de color pardo oscuro, con las plumas exteriores blancas, visibles durante el vuelo.
El macho canta desde lo alto de un arbusto o un poste, delimitando su territorio. El canto empieza con dos pares de notas repetidas y termina con una serie de trinos, similar al del gorrión melódico (Melospiza melodia), pero más gutural.
Su hábitat en temporada reproductiva son áreas abiertas ricas en pastos o en Artemisia, en una vasta área de América del Norte que cubre desde Canadá hasta el sur de los Estados Unidos. El nido es una taza abierta que se construye en el suelo, entre los zacates.
Estas aves migran en invierno hacia el sur de los Estados Unidos y a México, donde habitan en desiertos, campos abiertos y tierras altas, formando grandes grupos alimenticios. En México su distribución invernal comprende los estados norteños y la totalidad de la Península de Baja California, y se extiende hasta Oaxaca.